# سین-اریبام
سین-اریبام از سال ۱۷۷۸ پیش از میلاد تا ۱۷۷۶ پیش از میلاد (طبق گاهشناسی کوتاه) بر شهر باستانی لارسا در خاور نزدیک باستان، حکم می‌راند. وی از قوم عموری بود.